# 워너시티
《워너시티》는 모비딕에서 제작한 웹예능 프로그램이다. pooq, 네이버TV, 유튜브를 통해서 총 4회로 방송됐으며, pooq을 통해서 2017년 9월 20일, 9월 23일, 9월 27일, 9월 30일 선공개되었다. 텔러비전에서는 방송사 SBS을 통해서 10월 6일 방송되었다. 